# Adrian (Missouri)
Adrian è un comune (city) degli Stati Uniti d'America della contea di Bates nello Stato del Missouri. La popolazione era di 1,677 persone al censimento del 2010.

## Geografia fisica
Adrian è situata a 38°23′49″N 94°21′08″W (38.396857, -94.352328).
Secondo lo United States Census Bureau, ha un'area totale di 2,18 miglia quadrate (5,65 km²).

## Storia
Adrian venne pianificata nel 1880 quando la Missouri Pacific Railroad fu estesa fino a quell'area. Alcuni dicono che la città prende il nome da alcuni coloni che provenivano dalla città di Adrian nel Michigan, mentre altri credono che la città prende il nome da Adrian Talmadge, il figlio di un funzionario delle ferrovie. Un ufficio postale è stato in funzione ad Adrian dal 1880.

## Società

### Evoluzione demografica
Secondo il censimento del 2010, c'erano 1,677 persone.

### Etnie e minoranze straniere
Secondo il censimento del 2010, la composizione etnica della città era formata dal 98,2% di bianchi, lo 0,2% di afroamericani, lo 0,5% di nativi americani, lo 0,2% di altre razze, e l'1,0% di due o più etnie. Ispanici o latinos di qualunque razza erano lo 0,7% della popolazione.